# 마즈달 샴스
마즈달 샴스(Majdal Shams, 아랍어: مجدل شمس; 히브리어: מַג'דַל שַׁמְס)는 이스라엘 점령 골란고원에 위치한 주로 드루즈인 마을이며, 헤르몬산 남쪽 기슭에 자리하고 있다. 이 지역의 비공식적인 "수도"로 알려져 있다.
마즈달 샴스는 드루즈 지도자 술탄 알 아르타시가 이끈 1925~1927년 대시리아 반란에서 중요한 역할을 했으며, 그는 도시에 여러 기념비로 추모되고 있다. 1930년대부터 마즈달 샴스는 인근 팔레스타인 위임통치령의 정치적 발전에 관여했으며, 1948년 팔레스타인 전쟁 동안 아랍 팔레스타인인들을 지원했다.
1967년 아랍-이스라엘 전쟁 이후 마즈달 샴스는 넓은 골란고원과 함께 이스라엘 점령하에 있었으며, 1981년 골란고원법에 따라 미국만이 인정하는 움직임으로 사실상 병합되었다. 미국의 인정은 이스라엘 관리들의 로비에 의해 이루어졌다.
마즈달 샴스는 이스라엘의 점령지인 골란고원에 남아있는 네 개의 시리아 드루즈 공동체 중 가장 크며, 나머지 세 곳은 에인 키니예, 마스아데, 부크아타이다. 골란고원과 헤르몬산은 행정적으로 연결되어 있지만, 사르강으로 경계가 표시되는 지질학적 및 지리적 차이가 있다. 마즈달 샴스와 에인 키니예는 헤르몬산 쪽의 석회암 위에 위치하며, 부크아타와 마스아데는 검은 화산암(즉, 현무암)이 특징인 골란고원 쪽에 위치한다.

## 어원
"마즈달 샴스"라는 이름은 아람어에서 유래했으며, (아마도) 마을의 고도를 나타내는 "태양의 탑"을 의미한다. 또 다른 가설은 이 마을이 원래 마즈달 준이나 남부 레바논의 마즈달 살렘, 지중해 연안의 알-마즈달, 갈릴래아호의 알-마즈달과 같은 유사한 이름의 마을들과 구별하기 위해 마즈달 알-샴 (다마스쿠스의 마즈달)이라고 불렸다는 것이다.

## 역사

### 오스만 시대
헤르몬산 주변의 드루즈인들의 존재는 11세기 초 드루즈 종교가 창시된 이래로 문서화되어 있다. 한 버전에 따르면, 마즈달 샴스는 1595년 드루즈 군벌 파흐르 알 딘 2세에 의해 헤르몬 산에서 드루즈인의 존재를 강화하기 위해 설립되었다. 또 다른 버전에 따르면 드루즈인 가문들은 18세기 초부터 헤르몬 산의 남쪽 경사면에 정착하기 시작했다. 19세기 후반까지 마즈달 샴스는 중요한 지역 중심지였고 지역 오스만 행정관(무디르)의 거주지였다. 분쟁 시에는 주변 마을 주민들이 마을의 높은 고도와 람 호수의 주요 수원과의 근접성 때문에 안전을 위해 마즈달 샴스로 이동했다. 예를 들어, 1895년 겨울 동안 인근 공동체의 드루즈인 주민들은 비정규 드루즈인과 체르케스인 민병대 간의 지역 분쟁 동안 마즈달 샴스에서 피난처를 찾았다.
스위스 여행가 요한 루트비히 부르크하르트는 1810년에 마즈달 샴스를 방문했다. 그는 자신이 메드젤이라고 부른 이 마을을 산 높은 곳의 작은 평원에 위치하며, 드루즈인과 4~5개의 기독교인 가구가 살고 있다고 묘사했다. W. M. 톰슨은 1846년에 "드루즈인들이 거주하는 큰 마을 '메즈델 에스 셰름'은 맹렬하고 호전적인 종족이며, 베두인 아랍인들을 경건한 거리에 두기에 충분히 많다"고 보고했다. 1870년, 북미 개혁 장로교회와 관련된 선교사들이 마을에 학교와 교회를 열었다. 선교 학교는 1885년 터키 당국에 의해 폐쇄될 때까지 운영되었다. 마즈달 샴스는 또한 마을이 쥐라기 시대 화석 노출 지층과 가까웠기 때문에 윌리엄 리비와 같은 외국 지질학자들을 끌어들였다. 마즈달 샴스에서 발굴된 화석들은 베이루트 아메리칸 대학교와 하버드 대학교에 인수되었다.
1838년, 엘리 스미스는 마즈달 샴스의 인구가 드루즈인과 기독교인이라고 언급했다.
일부 여행자들은 마즈달 샴스에 대한 생생한 묘사를 남겼다. 허버트 릭스(Herbert Rix)는 1907년경 마을을 방문하며 "온 마을에 아이들이 넘쳐나는데, 그중 많은 아이들이 너무 예뻐서 여행자는 처음에는 그들에게 크게 매료된다"고 말했다. 1890년대에 마을에 대해 글을 썼던 제임스 킨(James Kean)은 마즈달 샴스를 "주목할 만한 마을"이라고 묘사하며 "강철 칼날 제조로 유명하다"고 언급했다. 마즈달 샴스의 작업장들은 1950년대까지 유럽 관광객들을 위한 기념 단검을 계속 만들었다.

### 프랑스 위임통치령 시리아와 독립 시리아

#### 1925년 대시리아 반란

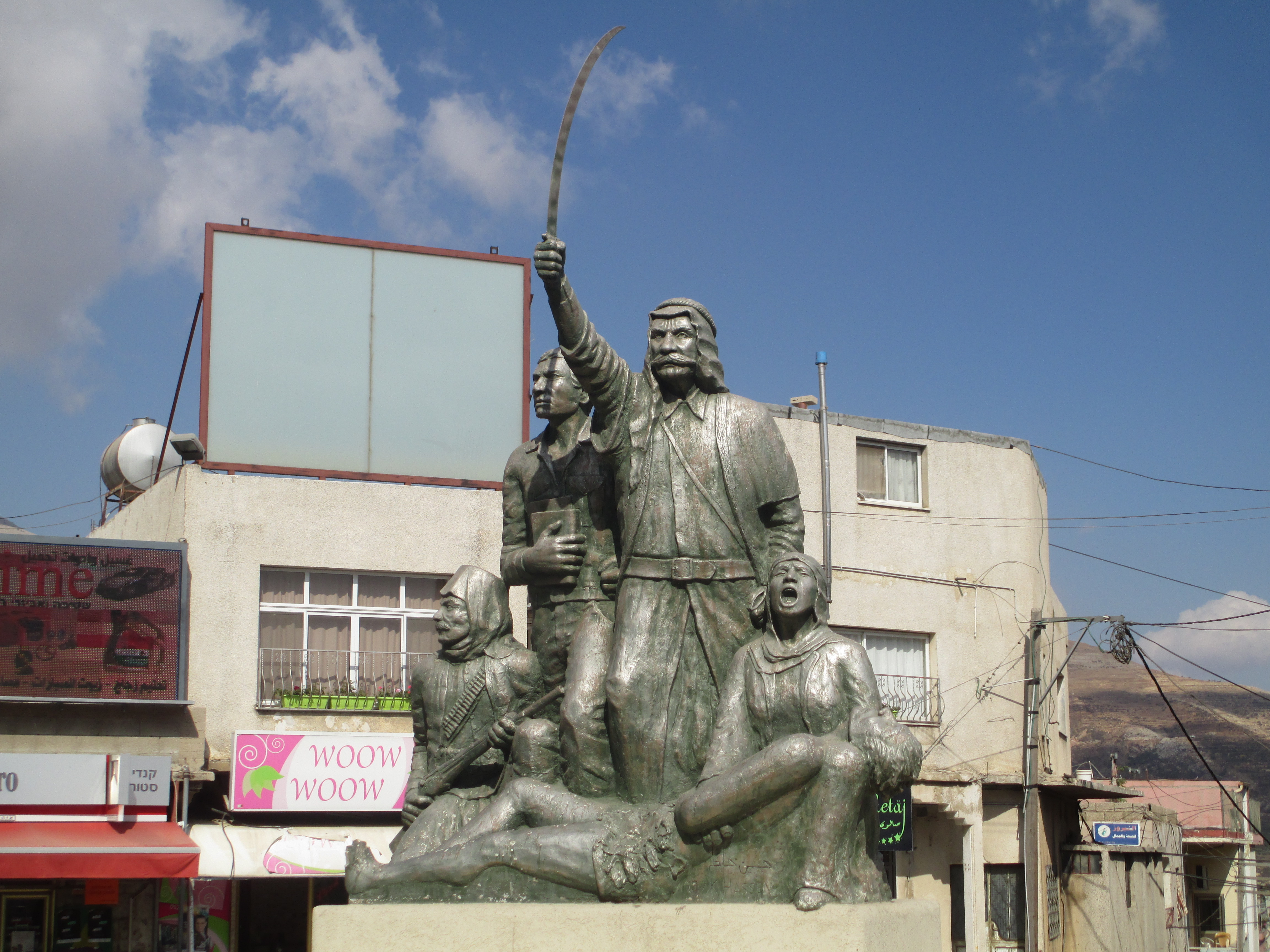
2014년 마즈달 샴스 중심 광장에 있는 술탄 알 아르타시 기념비. 1925년 프랑스 점령에 대항한 대시리아 반란을 이끈 드루즈 지도자

마즈달 샴스는 1925~1927년 대시리아 반란에서 중요한 역할을 했다. 1925년 10월, 시리아 드루즈인들이 인근 자발 알 드루즈 주에서 프랑스군과 싸우기 시작한 지 몇 달 후, 마을의 드루즈인 주민들이 지역 기독교인 재산을 약탈했다. 위임통치 당국은 질서를 회복하기 위해 병력을 파견했고, 지역 지도자들은 프랑스에 맞서 마을을 방어하기 위한 지원을 위해 반란 중앙 사령부에 연락했다. 이에 반란 지도자 자이드 알 아르타시(술탄 알 아르타시의 형제)는 1,000명의 병력을 이끌고 마즈달 샴스로 향했다. 자이드 알 아르타시는 프랑스군을 그 지역에서 몰아내고 다마스쿠스와 마르자윤 사이의 도로를 지키기 위해 마즈달 샴스에 반군 주둔지를 세웠다. 그 주둔지는 1926년 4월 프랑스군이 마을에 대한 새로운 공격을 시작할 때까지 최대 10,000명의 반군을 수용했다. 공격 중에 프랑스군은 마즈달 샴스의 대부분을 파괴하고 마을 주민 약 80명을 살해했다.

#### 1928–1945
1930년대부터 마즈달 샴스 주민들과 공동체 지도자들은 인근 팔레스타인 위임통치령의 정치 발전에 관여하기 시작했다. 1936년~1939년 팔레스타인 아랍 반란 동안, 전통 지도자인 아사드 칸즈 아부 살라(Assad Kanj Abu Salah)는 반군을 돕기 위한 지역 민병대 창설을 제안했다. 이 계획은 결실을 맺지 못했다. 상반되는 기록에 따르면, 민병대는 전혀 형성되지 않았거나 시리아-팔레스타인 국경에서 단 한 번의 상징적인 공격만 감행했다고 한다.

#### 시리아 국가 (1945–1967)
1948년 아랍-이스라엘 전쟁 동안 아부 살라의 아들 술탄은 300명의 지역 남성으로 구성된 민병대를 조직했다. 이 민병대는 시오니스트 세력의 유료 용병으로 봉사하겠다고 제안했지만, 나중에 팔레스타인 및 아랍군에 자원했다.
마즈달 샴스는 시리아의 다른 지역과 레바논으로 확장되는 경제 네트워크에 통합되었다. 마을은 지역 포도를 남쪽으로 50킬로미터 떨어진 피크에서 재배된 올리브와 교환했다. 마즈달 샴스 출신의 남자들은 레바논에서 삼나무를 수확하여 쟁기를 만들고 앗 수와이다에서 팔았다. 1950년대에는 일부 지역 주민들이 건설업에 종사하기 위해 레바논으로 건너갔다.
마즈달 샴스 주민들은 시리아 국가 서비스를 이용할 수 있었다. 1960년대에는 마즈달 샴스에 공립 초등학교가 있었다. 주민들은 지역 고등학교에 다니고 쿠네이트라 법원에서 결혼을 등록했다. 이러한 기관들은 공동체를 더 넓은 지역과 국가에 통합하는 데 기여했다.

### 이스라엘 점령

#### 1967–1999

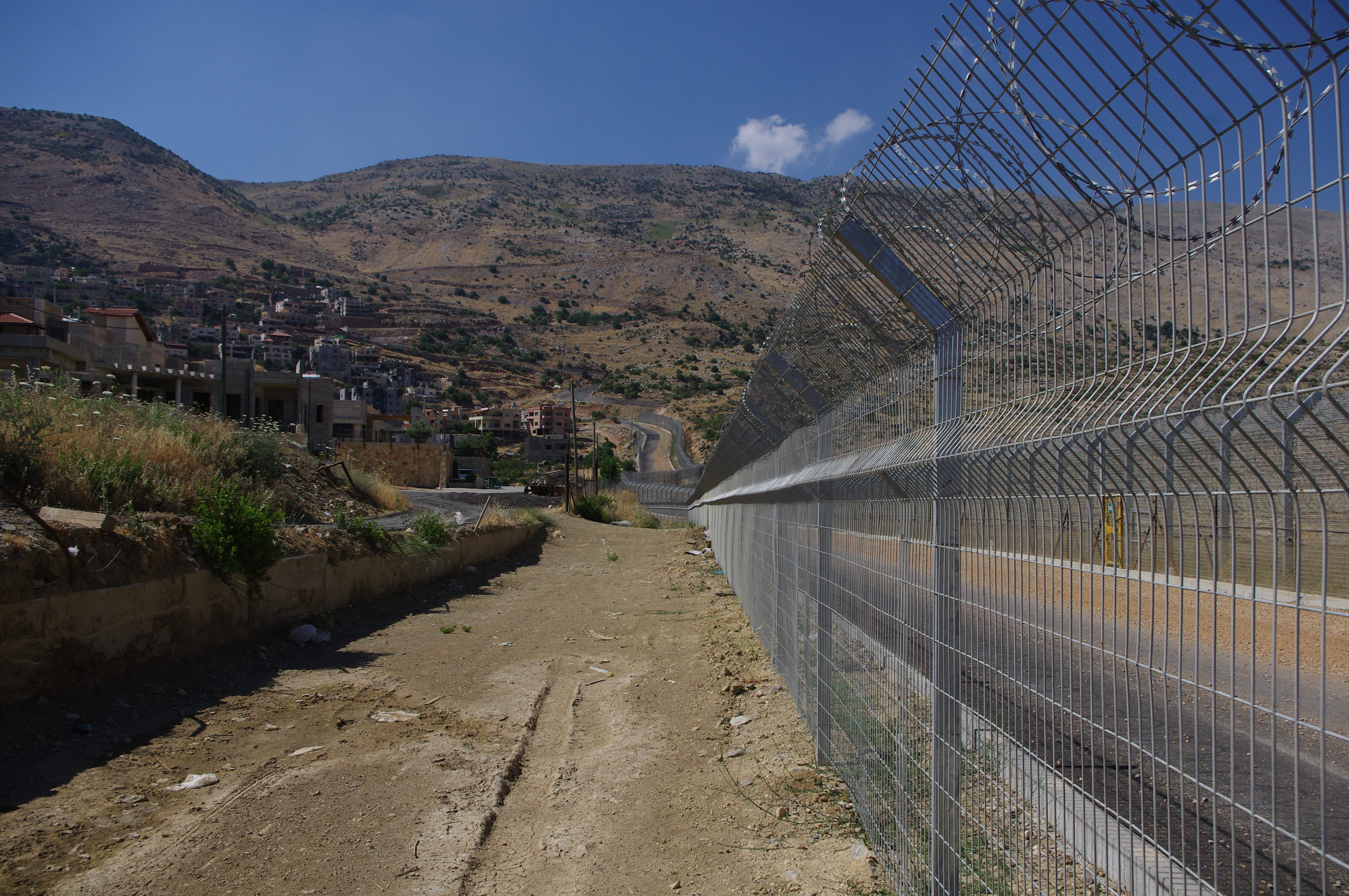
이스라엘 점령 골란고원과 시리아 통제 영토 사이의 장벽

1967년 6월 제3차 중동 전쟁 이후 마즈달 샴스는 이스라엘의 점령 하에 있었다. 1967년 제3차 중동 전쟁 동안 인근 마을인 아인 피트, 바니아스, 주바타 에즈 제이트, 자우라의 주민들은 마즈달 샴스에서 피난처를 찾았다. 이스라엘군이 그 지역을 확보한 후, 병사들은 난민들을 휴전선을 넘어 시리아 통제 영토로 강제 이주시켰지만, 마즈달 샴스와 몇몇 다른 공동체의 주민들은 집에 머무르는 것을 허용했다. 이스라엘과 시리아가 마즈달 샴스의 동쪽 가장자리를 따라 흐르는 휴전선을 강화하면서, 공동체는 시리아의 나머지 지역과 고립되었다. 많은 주민들이 시리아 통제 영토에 살거나 일하는 친척들과 헤어졌다. 최소 한 명의 형제자매, 부모 또는 자녀와 헤어진 사람이 최대 50%에 달했다.
마즈달 샴스는 시리아와 밀접한 관계를 유지했다. 주민들은 종종 마을 동쪽 끝에 모여 메가폰으로 휴전선 시리아 쪽에 있는 친구와 친척들에게 메시지를 외쳤다. 1970년대 내내, 그리고 종종 그 이후에도 많은 가구들이 이스라엘에 세금을 납부하기를 거부했다. 1981년, 이스라엘 크네세트가 골란고원에 이스라엘 법을 공식적으로 확대하고 마즈달 샴스 주민들에게 이스라엘 시민권을 강요하려고 했을 때, 공동체는 시위에 항의하여 19주간의 총파업을 벌였다. 이스라엘군이 마을을 봉쇄하고 주민들에게 시민 신분증을 받도록 제안했지만, 시위대들은 국가가 공동체 구성원을 비시민으로 분류하도록 설득하는 데 성공했다. 주민들은 이스라엘 시민권을 개별적으로 신청할 권리를 유지했다. 신분증을 받은 드루즈인들 중 다수는 자발적으로 신청한 적이 없다고 부인하며, 이스라엘군이 자신들에게 신분증을 강제로 받게 하고 시리아 시민권을 증명하는 서류를 강제로 압수했다고 주장했다.
1970년대에 마즈달 샴스 주민 중 일부는 휴전선을 넘어 시리아 통제 영토로 건너가 친척들과 다시 합류하거나 다마스쿠스에서 대학에 다니는 허가를 받았다. 1990년대에는 많은 수의 주민들이 종교 순례를 하거나 대학에 다니기 위해 휴전선을 넘는 허가를 받기 시작했다. 소수의 여성들도 휴전선을 넘어 시리아 남성과 결혼하기 위해 신청했다. 이 국경 횡단 프로그램은 영화 시리아인 신부의 주제가 되었다.

#### 2000–2019
2008년부터 2017년까지 Dolan Abu Saleh는 지방 의회 의장을 역임했다. 2018년 선거에서 많은 주민들이 참여하지 않기로 결정했음에도 불구하고, 아부 살레는 96%의 득표율로 시장에 당선되었다. 그의 지역 정당은 의회의 모든 의석을 차지했다.
이스라엘은 마즈달 샴스의 교사를 임명하며 학교에서 친시리아적 견해를 금지한다. 이스라엘은 또한 지방 의회를 임명하고 시위하는 주민들을 투옥하기도 했다.

#### 2020년–현재
2024년 3월, 아부 살레는 58%의 득표율로 재선되었다. 그의 정당은 의회에서 6석을 차지했다.
2024년 7월 27일, 마즈달 샴스 축구장에 대한 로켓 공격으로 12명의 어린이와 십대들이 사망했다. 이스라엘, 미국, 그리고 무기 분석가들은 이 공격을 헤즈볼라의 소행으로 돌렸다. 이에 따라 유대인 기구, 북미 유대인 연맹, 케렌 하이에소드는 마을에 60만 NIS를 기부한다고 발표하며, "우리는 드루즈 공동체를 가족으로 본다"고 편지에서 밝혔다.

## 지리

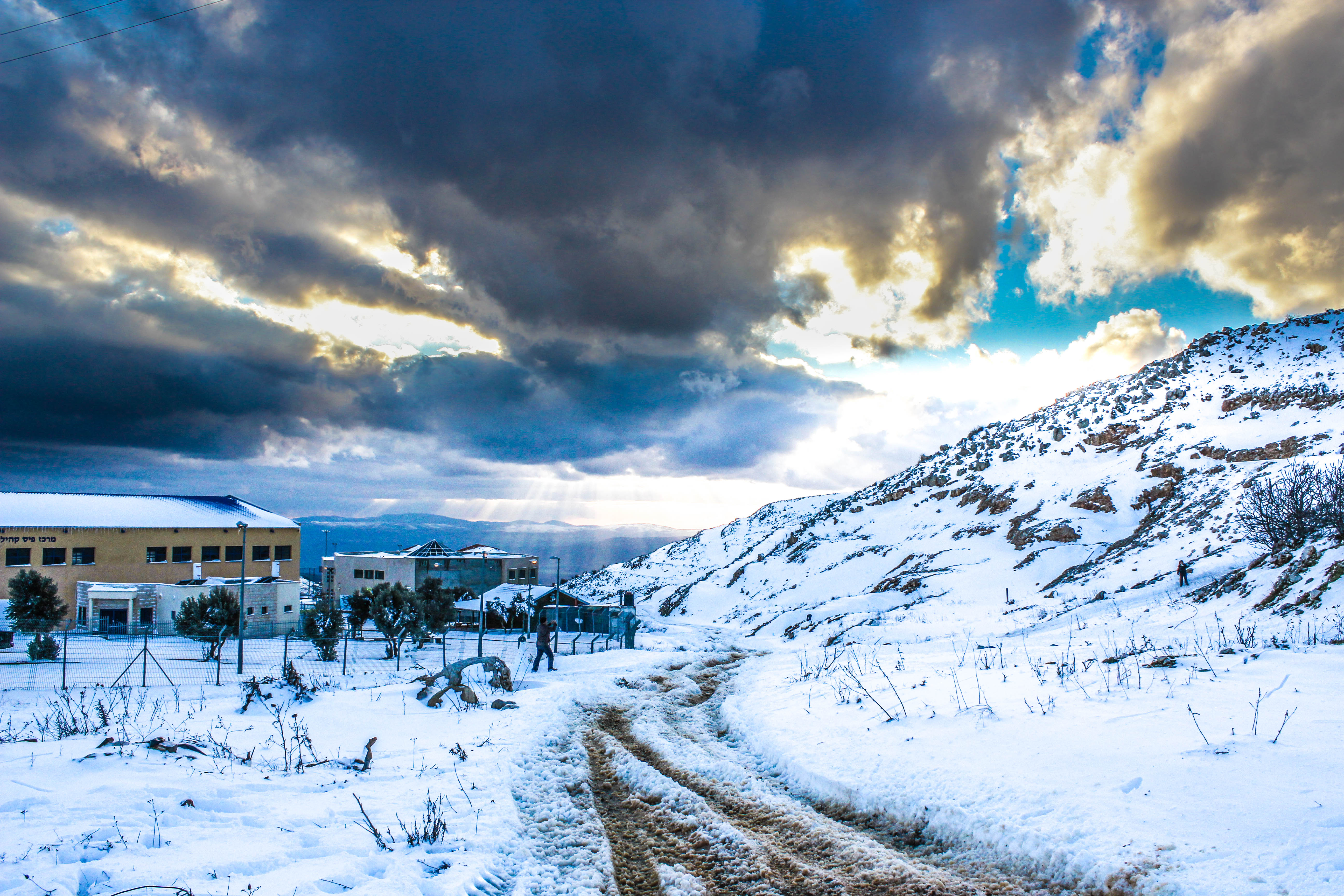
겨울의 마즈달 샴스

### 기후
마즈달 샴스는 지중해성 기후 (Csa/Csb)를 가지며, 연평균 강수량은 817 밀리미터 (32.2 in)이다. 여름은 따뜻하고 건조하며 겨울은 쌀쌀하고 습하며, 눈이 내릴 가능성도 있다.
| Majdal Shams의 기후      | Majdal Shams의 기후 | Majdal Shams의 기후 | Majdal Shams의 기후 | Majdal Shams의 기후 | Majdal Shams의 기후 | Majdal Shams의 기후 | Majdal Shams의 기후 | Majdal Shams의 기후 | Majdal Shams의 기후 | Majdal Shams의 기후 | Majdal Shams의 기후 | Majdal Shams의 기후 | Majdal Shams의 기후 |
| 월                       | 1월                 | 2월                 | 3월                 | 4월                 | 5월                 | 6월                 | 7월                 | 8월                 | 9월                 | 10월                | 11월                | 12월                | 연간                |
| ------------------------ | ------------------- | ------------------- | ------------------- | ------------------- | ------------------- | ------------------- | ------------------- | ------------------- | ------------------- | ------------------- | ------------------- | ------------------- | ------------------- |
| 일평균 최고 기온 °C (°F) | 8.2 (46.8)          | 9.5 (49.1)          | 12.9 (55.2)         | 17.3 (63.1)         | 22.3 (72.1)         | 25.7 (78.3)         | 27.3 (81.1)         | 27.8 (82.0)         | 25.7 (78.3)         | 22.3 (72.1)         | 16.6 (61.9)         | 10.7 (51.3)         | 18.9 (65.9)         |
| 일일 평균 기온 °C (°F)   | 5 (41)              | 5.9 (42.6)          | 8.8 (47.8)          | 12.6 (54.7)         | 16.9 (62.4)         | 20.1 (68.2)         | 21.9 (71.4)         | 22.3 (72.1)         | 20.2 (68.4)         | 17.1 (62.8)         | 12.4 (54.3)         | 7.5 (45.5)          | 14.2 (57.6)         |
| 일평균 최저 기온 °C (°F) | 1.9 (35.4)          | 2.6 (36.7)          | 4.7 (40.5)          | 8.0 (46.4)          | 11.5 (52.7)         | 14.5 (58.1)         | 16.6 (61.9)         | 16.9 (62.4)         | 14.8 (58.6)         | 11.9 (53.4)         | 8.2 (46.8)          | 4.3 (39.7)          | 9.7 (49.4)          |
| 평균 강수량 mm (인치)    | 191 (7.5)           | 163 (6.4)           | 124 (4.9)           | 46 (1.8)            | 22 (0.9)            | 1 (0.0)             | 0 (0)               | 0 (0)               | 2 (0.1)             | 22 (0.9)            | 81 (3.2)            | 165 (6.5)           | 817 (32.2)          |
| 출처: Climate-data.org   |                     |                     |                     |                     |                     |                     |                     |                     |                     |                     |                     |                     |                     |

## 인구 통계

### 인구수
이스라엘 중앙통계국에 따르면, 마즈달 샴스의 인구는 2016 기준으로 10,804명이며, 그 대다수는 드루즈인이다. 인구 성장률은 2.5%이다. 남녀 비율은 남성 1,000명당 여성 951명이다.

### 종교

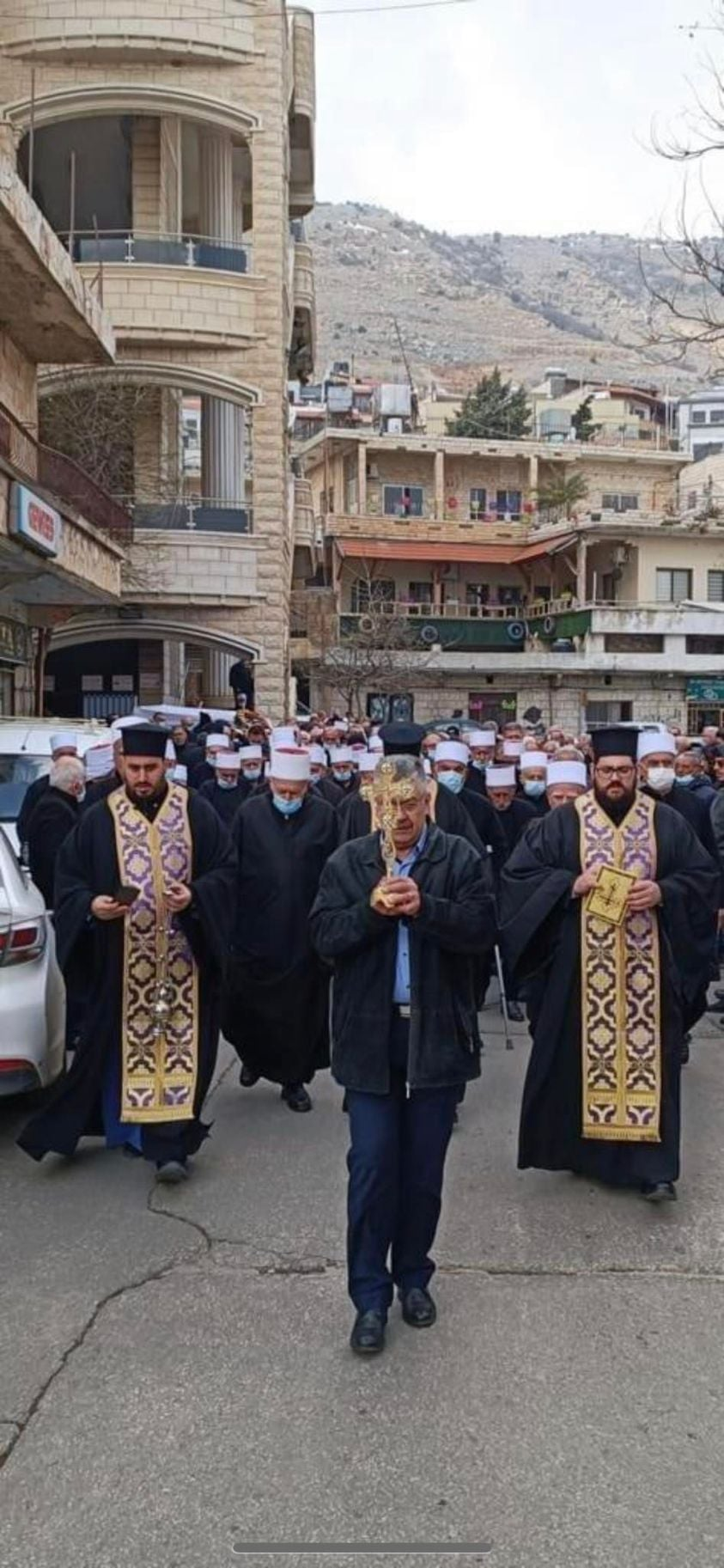
마즈달 샴스에서 기독교인 장례식에 참석한 드루즈인

이 마을 주민의 대부분은 드루즈인이며, 1940년대와 1950년대에 마을을 떠난 더 큰 공동체의 일부였던 소수의 기독교인이 남아 있다.

### 시민권
마즈달 샴스 주민들은 시리아 당국에 의해 시리아 시민으로 간주된다. 1981년부터 이들은 이스라엘의 영주권자로도 간주된다. 그들은 완전한 이스라엘 시민권을 가질 자격이 있지만, 2011년 현재 골란 드루즈인 중 10%만이 이스라엘 시민이 되기로 선택했다. 2011년 현재, 많은 주민들이 시리아에 있는 친척들과 연락을 유지하며 가족을 방문하거나 공부하기 위해 그곳으로 여행했다. 다마스쿠스 대학교는 그들에게 무료로 개방되었다. 그러나 이스라엘 시민권을 취득한 드루즈인의 수는 2018년까지 20% 이상으로 급증했으며, 시리아 내전 동안 계속 증가했다. 이스라엘 시민권을 신청하는 사람들은 투표권, 크네세트 출마권, 이스라엘 여권을 받을 자격이 있다. 해외 여행의 경우, 비시민권자에게는 이스라엘 당국에서 레세파세가 발급된다. 이스라엘은 그들의 시리아 시민권을 인정하지 않으므로, 이스라엘 기록에는 "골란고원 거주자"로 정의된다. 마즈달 샴스 주민들은 이스라엘 방위군에 징집되지 않지만, 2024년 현재 군 복무를 하는 주민의 개별 사례가 있다.
영주권자로서 마즈달 샴스 주민들은 이스라엘에서 자유롭게 일하고 공부할 수 있으며, HMO (쿠파트 홀림) 건강 보험과 같은 주정부 서비스를 받을 자격이 있다. 그들은 또한 자유롭게 이동하여 이스라엘 어디든 원하는 곳에 살 수 있다.

## 경제

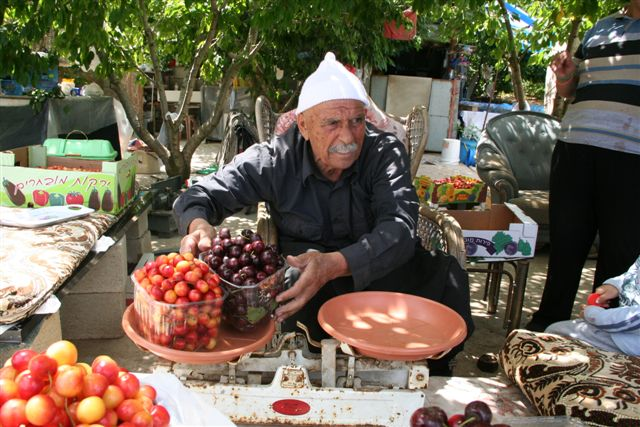
골란고원 체리

이 마을은 사과와 체리 과수원으로 둘러싸여 있다. 마을 사람들은 국경이 폐쇄되었음에도 사과를 시리아에 팔았다. 그러나 시리아 내전으로 인해 이 거래가 중단되었고, 지역 재배자들은 이스라엘에서 사과를 팔 수밖에 없었으며, 시장 가격과 경쟁하는 데 어려움을 겪었다. 그 결과, 일부 농부들은 토마토, 가지, 오크라, 동부콩과 같은 채소를 심는 등 작물을 다각화했다.
지역 관광은 또 다른 주요 수입원이다. 관광객들은 종종 독특한 문화와 요리를 경험하기 위해 이 마을을 방문한다. 사과와 체리 나무 줄기가 채소밭과 어우러진 경치 좋은 풍경은 관광농업을 위한 그림 같은 배경을 제공한다. 방문객들은 과수원을 탐험하고 과일 따기에 참여하며 지역 농산물을 즐길 수 있다.
이 마을에는 골란 아랍 마을 개발 센터와 알-마르사드: 골란고원 아랍 인권 센터를 비롯한 여러 비정부 기구가 있다.

## 볼거리
마을 중심에서 동쪽으로 1킬로미터 떨어진 곳에 외침의 언덕이 있는데, 이곳은 휴대전화가 보급되기 전 주민들이 확성기를 들고 시리아 통제 지역에 있는 친척들과 잡담을 나누던 곳이다.

## 미디어 및 예술
마즈달 샴스는 번성하는 예술계를 가지고 있다. Toot Ard와 Hawa Dafi와 같은 지역 밴드들은 국제적으로 투어했다. 지역 시각 예술가들은 파테 무다리스 예술 문화 센터의 지원을 받는다.
마즈달 샴스는 2004년 수상작인 이스라엘 영화 시리아인 신부에 등장했다.

## 요리

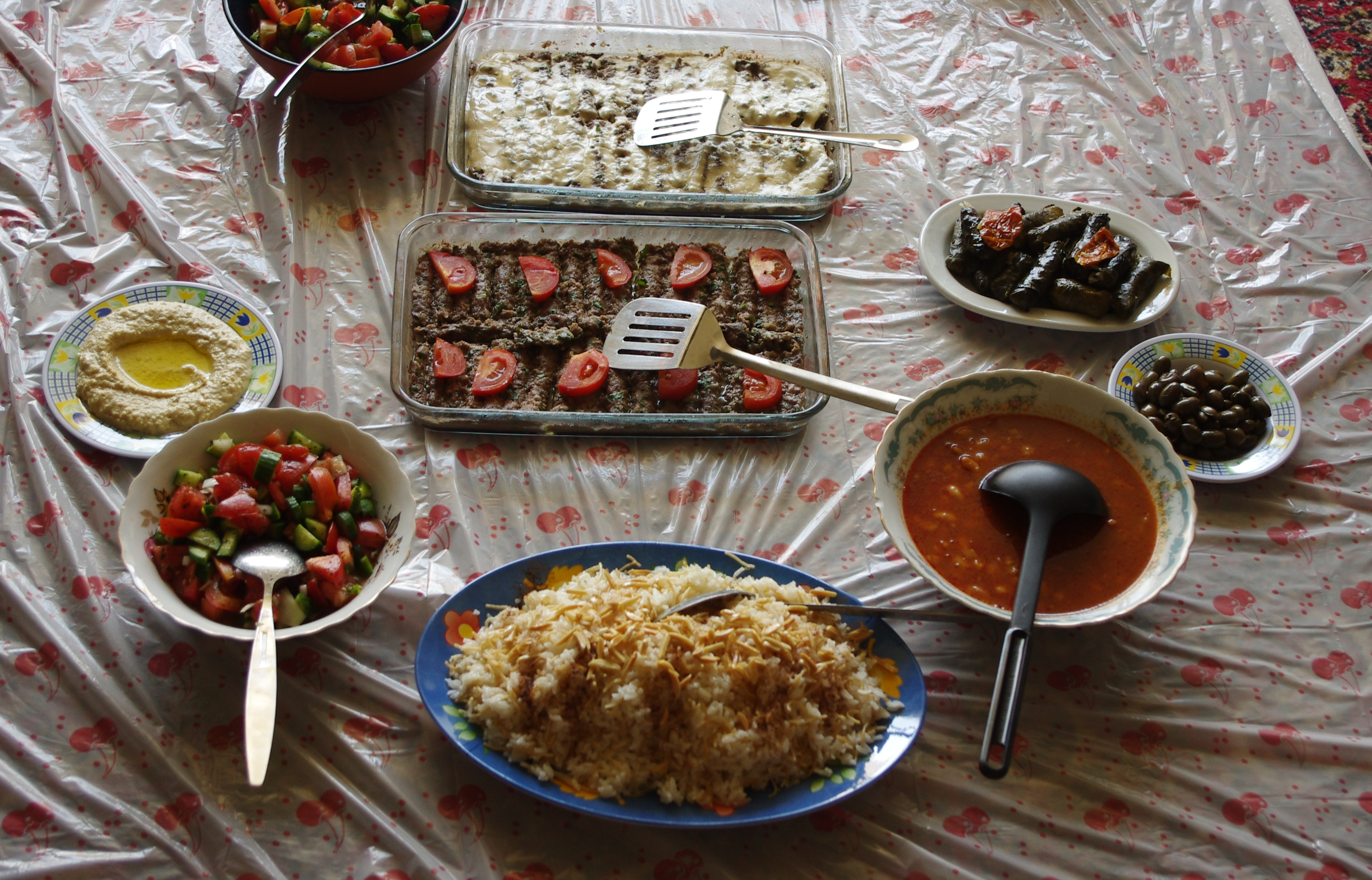
마즈달 샴스의 드루즈 요리

골란고원은 지역 식재료와 전통 조리법을 혼합한 드루즈 요리로 유명하다. 주요 요소로는 사이드 이브라힘의 제분소에서 생산되는 불구르와 프리케가 있으며, 겨울 수프에 사용되는 불구르와 염소유 요구르트로 만든 발효유 제품인 키쉬크가 있다. 아부 자벨 공장은 카다이프 면, 치즈, 설탕 시럽, 피스타치오가 들어간 디저트인 크나페 전문점이다.

## 같이 보기
- 시리아의 드루즈인
- 시리아의 기독교
- 마즈달 샴스 공격